# Ľudovít Dubovský
Ľudovít Dubovský (15 novembre 1918 – 24 maggio 1998) è stato un calciatore slovacco, dal 1945 cecoslovacco e che nel 1993 ha acquisito nuovamente la cittadinanza slovacca, di ruolo attaccante.

## Carriera

### Nazionale
Ha collezionato 2 presenze con la Nazionale Slovacca e 1 con la Nazionale Cecoslovacca.